# Davor Ivo Stier
Davor Ivo Stier (Buenos Aires, 6 gennaio 1972) è un politico argentino naturalizzato croato.
Dal 19 ottobre 2016 al 19 giugno 2017 Stier è stato ministro degli esteri e vice primo ministro nel governo di Andrej Plenković. Tornato come deputato alla Dieta croata, Stier rimane il segretario politico dell'Unione Democratica Croata.
Stier è nato in una famiglia croata espatriata in Argentina. Il nonno paterno era un colonnello ustascia fuggito in Sud America dopo la seconda guerra mondiale.
Stier si trasferisce in Croazia nel 1996 e lavora come diplomatico a Washington e Bruxelles. È stato consigliere di politica estera del primo ministro croato Ivo Sanader. Successivamente nel 2011 è stato eletto al Parlamento croato.
Nel 2013, a seguito dell'ingresso della Croazia nell'Unione europea, è stato eletto membro del Parlamento europeo per l'Unione Democratica Croata, e riconfermato l'anno successivo alle elezioni europee del 2014. Ha lasciato il posto all'europarlamento nel 2016 a Željana Zovko per assumere l'incarico di ministro degli esteri.